# Landgericht Schwabmünchen

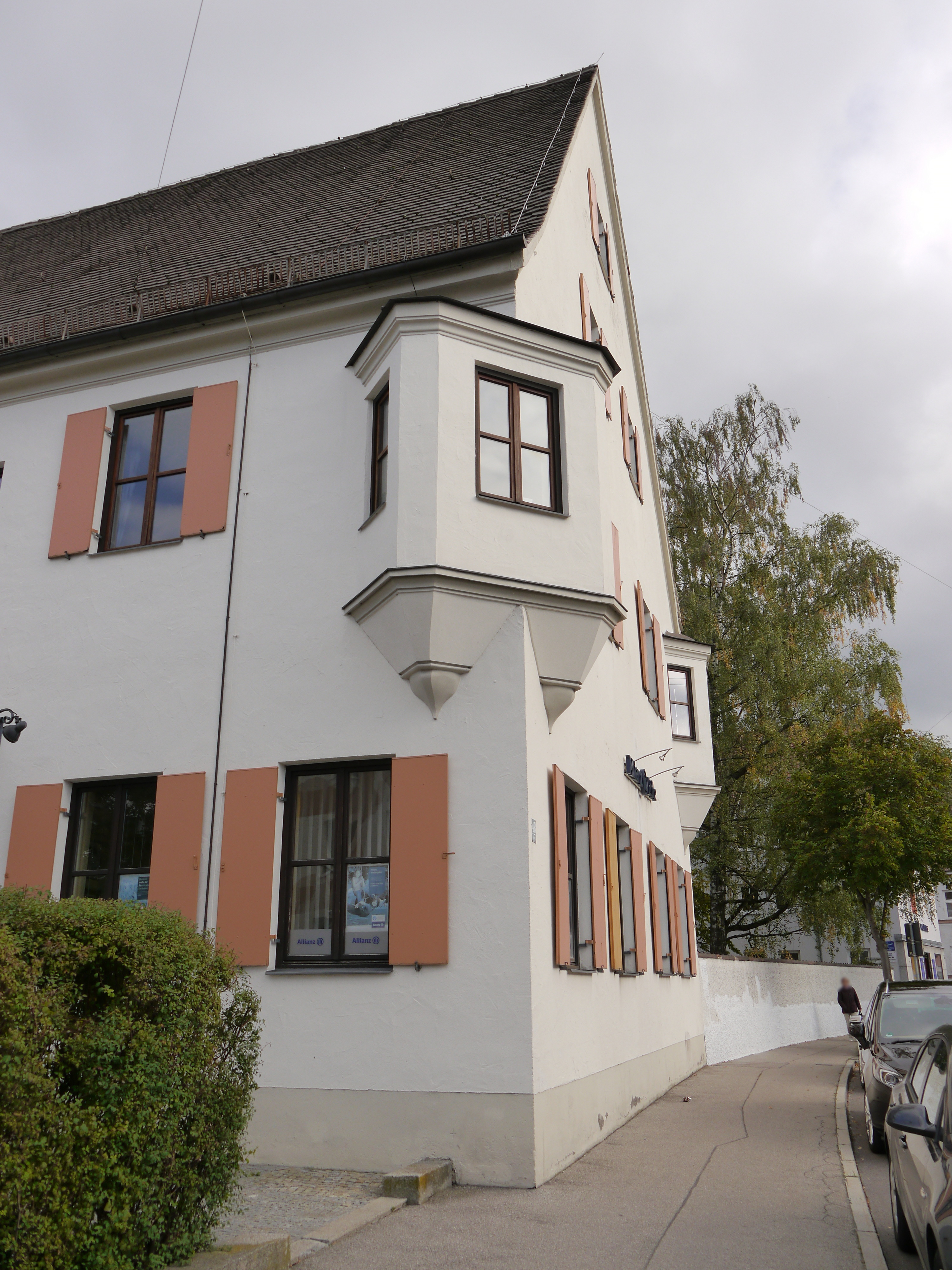
Ehemaliges Amtshaus, Fuggerstraße 48 in Schwabmünchen

Das Landgericht Schwabmünchen war ein von 1804 bis 1879 bestehendes bayerisches Landgericht älterer Ordnung mit Sitz in Schwabmünchen im heutigen Landkreis Augsburg. Die Landgerichte waren im Königreich Bayern Gerichts- und Verwaltungsbehörden, die 1862 in administrativer Hinsicht von den Bezirksämtern und 1879 in juristischer Hinsicht von den Amtsgerichten abgelöst wurden.

## Geschichte
Im Jahr 1804 wurde im Verlauf der Verwaltungsneugliederung Bayerns das Landgericht Schwabmünchen errichtet. Dieses kam zunächst zum Lechkreis, ab 1810 zum Illerkreis und ab 1817 zum Oberdonaukreis, der 1838 in Schwaben und Neuburg (später nur noch Schwaben) umbenannt wurde.
Von 1857 bis 1879 gehörte das Landgericht zum Bezirksgericht Augsburg (dem Vorgänger des Landgerichts Augsburg).